# DJ toMU
DJ toMU（トムゥ）は、東京都町田市出身の男性DJ。本名：北橋吐夢（きたはし とむ）。明治学院大学国際学部国際学科中退。ニューヨーク市立大学ハンター校メディア学部卒業。 

## 略歴
建築家の父と絵本作家・画家の母の元に産まれる。姉の影響で始めたクラシックピアノを4歳から7年間習う。母は兎の眼の挿絵画家として著名な長谷川知子、姉はJJのスタイリスト、北橋野枝。中学時代は、陸上部に所属。短距離（主に110メートルハードル走）を専門とし、東京都大会決勝の常連で、3位が最高位。ニューヨーク市立大学ハンター校時代に、ディーンズリストを2度受賞し、ユニバーサル・レコード本社のA&Rに勤務をしていたこともある。
大学卒業後、留学先のニューヨークで、様々なジャンルのバンドのターンテーブル奏者として本格的な音楽活動を開始する。2003年、Disco Mix Clubのニューヨーク大会にて、日本人を含む外国籍としては初のファイナリスト・ベスト8。2004年、同大会4位入賞。2005年、同大会準優勝後、ブラック・アイド・ピーズ、コモン、Julian Marley（ボブ・マーリー子息）、Omar、Robert Randolph and the Family Band等、国際的に名高いアーティストのオープニングアクトを務め、デヴィッド・ボウイ、ロイ・エアーズ、スティーヴィー・ワンダー等の専属ドラマーとして知られるDenis Davisとのジャムにスクラッチ担当で参加。2005年から東京を拠点に活動開始。2006年にリリースされた、久保田利伸のアルバム『FOR REAL?』に、スクラッチで2曲参加。2008年、Myspaceが企画、募集した”BENNIE Kシークレットライヴ”のオープニングDJに、日本でも有数なDJを含めた100人以上の募集の中から選ばれる。Shibuya O-EASTで行われた、レッドブル主催、日本初のバンド形式バトル『Red Bull SOUND CLASH』で、”大神バンド”のターンテーブル奏者として出場。LIKKLE MAI率いるレゲエバンドを降し、初代チャンピオンになる。2011年、活動の場をアジアに広げるべく、シンガポールに移住。